# Sukarara
Sukarara is een plaats in Indonesië, gelegen op het eiland Lombok. 
De plaats is bekend vanwege de traditionele weefkunst, waaronder Songket.